# Branche antérieure des nerfs spinaux
Les branches antérieures des nerfs spinaux sont les divisions terminales des nerfs spinaux qui se forment en même temps que leur branche postérieure après leur sortie du foramen intervertébral. Elles sont plus grosses que les branches postérieures.

## Niveau cervical
Les branches antérieures des quatre premiers nerfs cervicaux contribuent à la constitution du plexus cervical et les quatre derniers à celle du plexus brachial.

## Niveau thoracique
La branche antérieure du premier nerf thoracique contribue au plexus brachial.
Celles des onze derniers nerfs thoraciques restent distinctes les unes de autres et sont nommées nerfs intercostaux.
Elles innervent les zones intercostales, innervation motrice des muscles intercostaux et sensitive cutanée.

## Niveau lombaire
Les branches antérieures des quatre nerfs lombaires contribuent au plexus lombaire.
La branche antérieure du quatrième nerf lombaire contribue également au plexus sacré.

## Niveau sacré
Les branches antérieures des quatre nerfs sacrés contribuent au plexus sacré.

## Anatomie fonctionnelle
L'organisation en plexus d'une partie des branches des nerfs spinaux permet aux nerfs qui en sont issus de recevoir des fibres de plusieurs nerfs spinaux. Ce système a l'avantage de minimiser l'impact d'une lésion d'un nerf spinal.